# Léo Ortiz
Leonardo „Léo” Rech Ortiz (ur. 3 stycznia 1996 w Porto Alegre) – brazylijski piłkarz występujący na pozycji środkowego obrońcy, od 2024 roku zawodnik Flamengo.